# Focke-Wulf Fw 300
Il Focke-Wulf Fw 300 era un quadrimotore ad ala bassa progettato dall'azienda tedesca Focke-Wulf Flugzeugbau GmbH negli anni quaranta il cui prototipo non riuscì mai ad essere terminato.
Sviluppato sulle esperienze dal precedente Fw 200 Condor, e come questo inizialmente progettato per l'uso civile, si proponeva di migliorare ulteriormente le capacità del Condor per essere utilizzato sulle future rotte commerciali transoceaniche.